# El Hoyo (La Rioja)
El Hoyo es un despoblado español del municipio de Lumbreras de Cameros, perteneciente a la comunidad autónoma de La Rioja.

## Historia
Hacia mediados del siglo XIX, el lugar pertenecía ya al municipio de Lumbreras de Cameros. Aparece descrito en el noveno volumen del Diccionario geográfico-estadístico-histórico de España y sus posesiones de Ultramar de Pascual Madoz con las siguientes palabras:

HOYO (el); llamado EL HOYO DE VILLANUEVA: ald. con alc. p. dependiente de la v. de Villanueva de Cameros en la prov. de Logroño, part. jud. de Torrecilla: se halla sit. á la márg. izq. del r. Iregua dist. 1/4 de hora; combatida por los vientos de N. y NE., y de clima aunque algo frio, saludable, sin embargo de padecerse algunos dolores reumáticos. Tiene 11 casas é igl. titulada de Ntra. Sra. de las Nieves, aneja de la parr. de Villanueva, á cuya pobl. van los niños á la escuela. Al N. del pueblo extramuros, hay un cementerio capaz y ventilado. Se estiende el term. de esta jurisd. de N. á S. 3/4 de leg. é igual dist. de E. á O.: confinando N. con Pradillo; E. Gallinero; S. Lumbreras, y O. Hortigosa á 1/4 de dist. del 2.º y último, y á 1/2 del primero y tercero: se encuentran en ella algunas fuentes de escaso caudal, delgadas pero saludables: le atraviesan los r. Iregua y Santos: el primero que nace en las sierras de Cebollera, corre por ru der. y sigue su curso á la Rioja de S. á N., entrando en el Ebro cerca del pueblo de Barea: en su curso baña á Villoslada, Villanueva, Torrecilla é Islallana: cruzánle en cada uno de los tres primeros pueblos un puente de piedra de buena fáb.: el segundo por su izq. á 1/4 de leg. es de escaso caudal y curso; tiene origen en Hortigosa y desagua en el Iregua en Villanueva. El terreno montuoso en lo general: es árido, poblado de roble y mata baja, de biercol, retama y espinos: al E. se halla un monte con roble y mata baja llamado Lollano; al S. el denominado Monteon con arbolado de haya y roble, al E. el conocido por el Encinar con arbolado de encina; y finalmente otro dicho el Montecillo al N., pero todos pertenecientes á la jursid. de que esta ald. forma parte. camino: pasa el que conduce de Logroño á Soria por la matriz en mal estado. El correo se recibe de Lumbreras y Torrecilla por el correo que va de Soria á Logroño 2 veces á la semana. prod.: trigo, centeno y legumbres; se cria ganado lanar transumante, cabrio y vacuno; hay caza de corzos, jabalies y perdices, y pesca de truchas y anguilas. ind.: 2 batanes sostenidos por las fáb. de Hortigosa y Villoslada, y 2 molinos harineros en estado de decadencia. pobl., riqueza y contr.: con el ayunt. (V.)
(Madoz, 1847, p. 245)